# Corno Giovine
Corno Giovine ist eine italienische Gemeinde mit 1134 Einwohnern (Stand 31. Dezember 2023) in der Provinz Lodi in der Region Lombardei.

## Ortsteile
Im Gemeindegebiet liegen neben dem Hauptort die Wohnplätze Mezzano Passone di Sopra und Mezzano Passone di Sotto.